# Lac des Bois
Der Lac des Bois ist ein See in den Nordwest-Territorien Kanadas. Der Ort Fort Good Hope befindet sich 170 km westsüdwestlich.

## Lage
Der Lac des Bois befindet sich etwa 50 km vom westlichen Seeende des Großen Bärensees entfernt. Der Lac des Bois hat eine Wasserfläche von 469 km² und liegt auf einer Höhe von 297 m. Der See besitzt eine offene Wasserfläche. Die Längsausdehnung in NW-SO-Richtung beträgt knapp 44 km. Die maximale Seebreite liegt bei 18 km. Der Abfluss führt zum östlich verlaufenden Anderson River, der zur Beaufortsee weiterfließt.